# Titan II Gemini LV
Titan II Gemini Launch Vehicle (lub Gemini Titan) – amerykańska rakieta nośna przeznaczona do załogowych lotów programu Gemini.

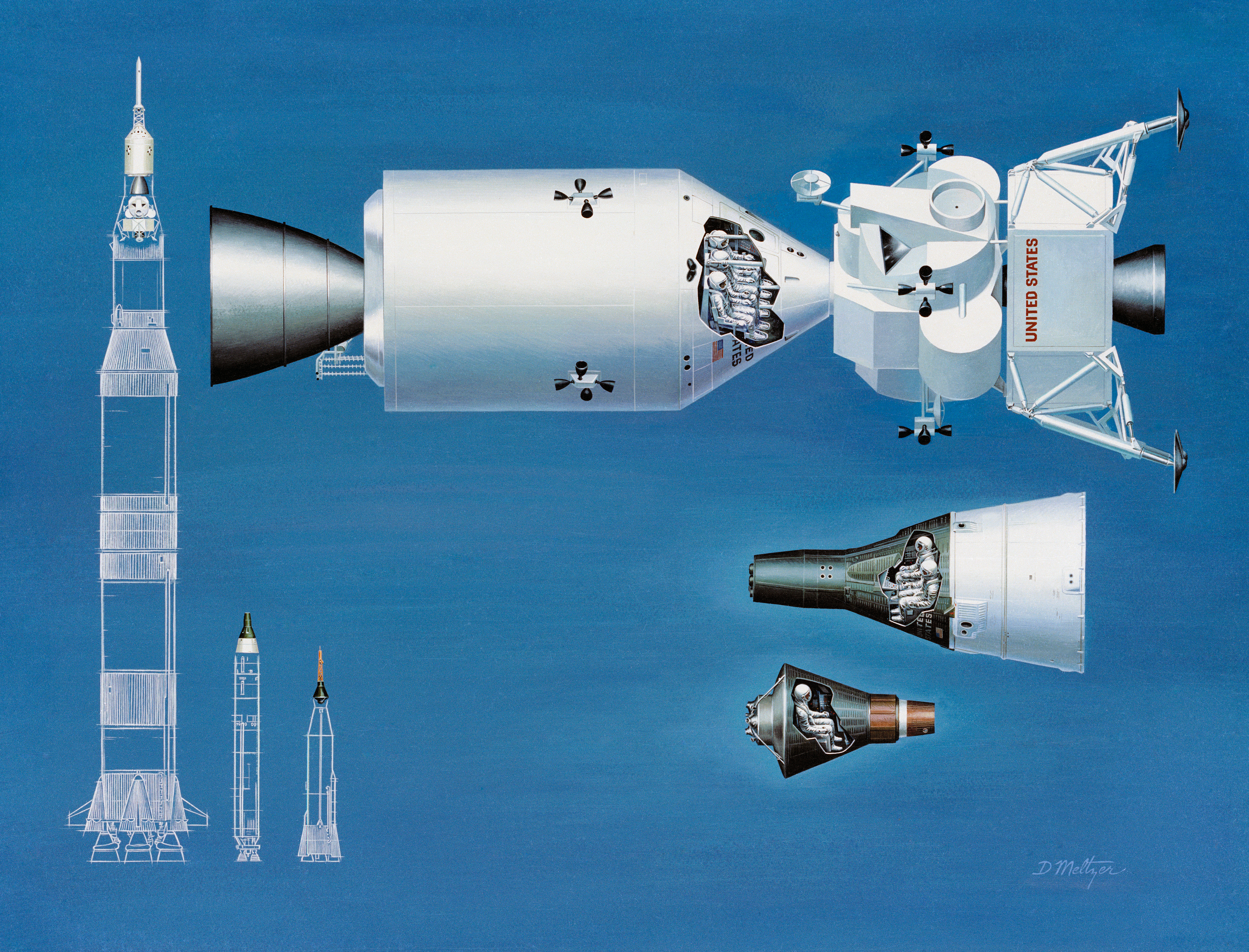
Ilustracja przedstawiająca względne rozmiary jednoosobowego statku kosmicznego Mercury, dwuosobowego Gemini oraz trzyosobowego Apollo. Zamieszczono również rysunki rakiet nośnych (Saturn V, Titan II i Atlas D) w celu pokazania ich względnych rozmiarów oraz pozycji statku kosmicznego podczas startu (zaznaczony na górze każdej z rakiet)

## Konstrukcja
Rakieta Gemini Titan była dwustopniową rakietą nośną opartą konstrukcyjnie na pocisku SM-68B Titan II. Modyfikacje rakiety obejmowały:
- Instalację systemu wykrywania usterek, który przekazywał załodze informacje dotyczące pracy silników.
- Wprowadzenie zapasowego systemu kontroli lotów, na wypadek gdyby zawiódł system podstawowy.
- Zastąpienie systemu sterowania bezwładnościowego systemem sterowania radiowego.
- Usunięcie silników hamujących i silniczków korekcyjnych.
- Dodanie nowych punktów montażu aparatury w drugim stopniu rakiety.
- Instalację osłony zbiorników utleniacza w drugim stopniu rakiety.
- Uproszczenie procedury śledzenia trajektorii startu.
- Zmiany w systemach: elektrycznym, hydraulicznym i pomiarowo-diagnostycznym.

Pierwszy człon napędzany był przez dwa silniki wytwarzające łącznie ciąg 195 Ton. Człon ten ma długość 21,4 m i średnicę 3,4 m. Silniki pierwszego członu były zasilane ciekłą mieszanką paliwową złożoną z tetratlenku azotu i mieszaniny hydrazyny z niesymetryczną dimetylohydrazyną. Silniki zamocowane były wahliwie.
Drugi człon rakiety napędzany był przez silnik wytwarzający ciąg 45,3 Tony. Miał długość 7,1 m i średnicę 3,4 m, jego silnik zasilany był taką samą mieszanką paliwową co silnik pierwszego członu. Kadłub drugiego członu rakiety miał masę 2565 kg.
Mieszanka paliwowa użyta w silnikach obu członów ma korzystną cechę, jej składniki mogą być przechowywane w zbiornikach rakiety przez długi czas. Rakieta wraz ze statkiem kosmicznym Gemini miała w chwili startu wysokość 33,5 m i masę około 150 ton. W czasie wzlotu z Ziemi rakieta była sterowana bezwładnościowo.

## Starty rakiety

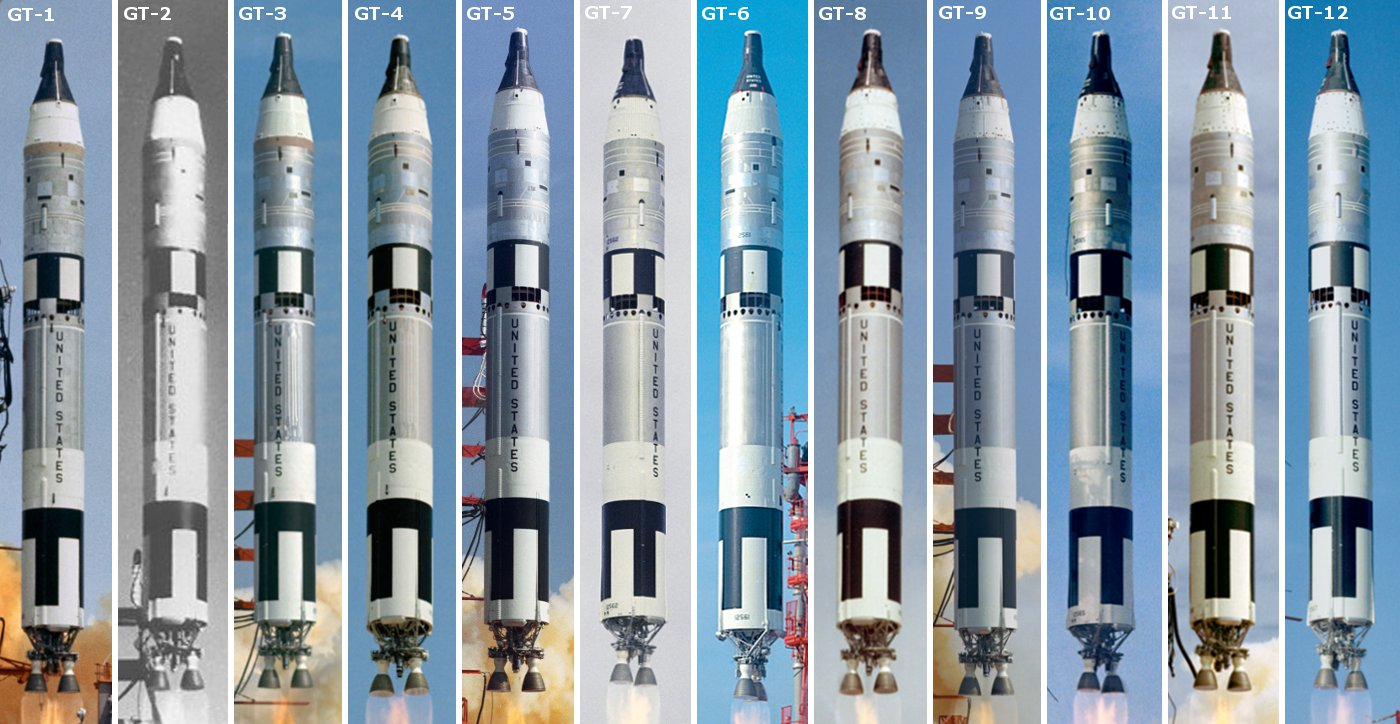
Starty statków Gemini

Zmodyfikowana rakieta balistyczna Titan II była w 100% niezawodna. Odbyło się 12 udanych startów.